# 硅灰石
矽灰石（英語：Wollastonite）是一種鏈矽酸鈣礦物 (CaSiO3) 
，含有少量鐵、鎂和錳來代替鈣。它通常是白色的。它是由不純的石灰岩或白雲石經高溫和高壓變質作用而形成的，此種變質作用有時會在矽卡岩 , 等含矽流體，或在接觸變質時發生。伴生礦物包括石榴石、維蘇石、透輝石、透閃石、綠簾石、斜長石、輝石和方解石。礦物名是根據英國化學家和礦物學家威廉•海德•沃拉斯頓 (William Hyde Wollaston) (1766–1828) 的名字而命名的。
它與輝石組礦物組具有化學相似性——其中鎂 (Mg) 和鐵（Fe) 取代了鈣，前者為透輝石和後者為海登輝石——但它們在結構上非常不同，矽灰石三個 SiO4-4 四面體，而輝石中只有兩個 。
矽灰石属于单链硅酸盐矿物，為矽卡岩的主要矿物成分。屬三斜晶系，通常呈片状、放射状或纤维状集合体。白色微带灰色。玻璃光泽，解理面上珍珠光泽。硬度4.5～5.0。解理平行{100}完全，平行{001}中等，两组解理面交角为74°。密度2.78～2.91克/立方厘米。
矽灰石有用的特性是其高亮度和白色、低吸濕性和吸油性以及低揮發物含量。矽灰石主要用於造纸、陶瓷、水泥、橡胶、摩擦產品（制動器和離合器）、冶金的助熔剂，隔热材料，金屬製造、油漆填料和塑料.